# پاندایمونیوم (فیلم)
پاندایمونیوم (به انگلیسی: Pandaemonium) فیلمی ۱۲۵ دقیقه‌ای به کارگردانی جولین تمپل با بازی لینوس رواچ است.